# Lijst van oorlogsmonumenten in Hardenberg
De Nederlandse gemeente Hardenberg heeft 23 oorlogsmonumenten. Hieronder een overzicht.
| Nr.  | Object                                    | Herdachte groep | Ontwerper                                                   | Onthulling     | Type               | Locatie                      | Plaats       | Coördinaten                   | Foto                           |
| ---- | ----------------------------------------- | --- | ----------------------------------------------------------- | -------------- | ------------------ | ---------------------------- | ------------ | ----------------------------- | ------------------------------ |
| 441  | Oorlogsmonument                           | verzet Nederland | Firma Horstra                                               | 23 juli 1947   | zuil               | Kanaalweg West, 7691 CJ      | Bergentheim  | 52° 31' 32" NB, 6° 37' 3" OL  |                                |
| 540  | Monument voor Baron Van Voerst van Lynden | burgerslachtoffers, verzet Nederland | W. Wiemers                                                  | 5 mei 1954     | gedenkmuur         | De Esch 1, 7783 CA           | Gramsbergen  | 52° 36' 40" NB, 6° 40' 26" OL |                                |
| 643  | Oorlogsmonument                           | burgerslachtoffers | Firma Hofstra                                               |                | zuil               | Herenstraat, 7776            | Slagharen    | 52° 37' 53" NB, 6° 32' 57" OL |                                |
| 1830 | Monument voor Gerrit Jan Eilander         | militairen in dienst van het Ned. Kon. 1940-1945 |                                                             |                | gedenksteen        | Gramsbergerweg 50A, 7772 CX  | Hardenberg   | 52° 34' 38" NB, 6° 37' 57" OL |                                |
| 1843 | Frits de Zwerver                          | verzet Nederland |                                                             | 4 mei 1995     | beeld/sculptuur    | Brandweg, 7771 DA            | Hardenberg   | 52° 34' 9" NB, 6° 35' 54" OL  |                                |
| 1844 | Verzetsmonument                           | verzet Nederland |                                                             |                | gedenksteen        | Brandweg, 7771               | Hardenberg   | 52° 34' 9" NB, 6° 35' 54" OL  |                                |
| 2120 | Monument voor Albertus Weerts             | verzet Nederland |                                                             | 4 mei 1991     | gedenksteen        | Parallelweg 10, 7694AR       | Kloosterhaar | 52° 29' 50" NB, 6° 40' 18" OL |                                |
| 2333 | Plaquette bij het NS-station              | burgerslachtoffers | Ir. H.G.J. Schelling (ontwerp), H.J. Winkelman (uitvoering) |                | plaquette          | Stationsweg 2, 7692 AC       | Mariënberg   | 52° 30' 32" NB, 6° 34' 26" OL | Plaquette bij het NS-station   |
| 2486 | Monument 'Kamp Molengoot'                 | vervolgden Nederland | Kees Huigen                                                 | 3 oktober 2000 | gedenksteen        | Luggersweg, 7798 CN          | Collendoorn  | 52° 35' 38" NB, 6° 35' 31" OL |                                |
| 2982 | Oorlogsmonument                           | militairen in dienst van het Ned. Kon. 1940-1945, burgerslachtoffers, vervolgden Nederland, verzet Nederland                                                                       | Gijs Jacobs van den Hof (1889-1965)                         | 1951           | beeld/sculptuur    | Hoofdvaart, 7701 JE          | Dedemsvaart  | 52° 35' 52" NB, 6° 26' 25" OL |                                |
| 2995 | Oorlogsmonument                           | burgerslachtoffers |                                                             |                | gedenksteen        |                              | Balkbrug     | 52° 36' 2" NB, 6° 23' 29" OL  |                                |
| 3185 | Joods monument                            | vervolgden Nederland |                                                             |                | gedenksteen        | Markt 31, 7701 GW            | Dedemsvaart  | 52° 36' 0" NB, 6° 27' 23" OL  | Joods monument                 |
| 3186 | Plaquette in De Zeven Linden              | vervolgden Nederland |                                                             | 15 mei 1993    | plaquette          | Langewijk 166, 7701 AK       | Dedemsvaart  | 52° 36' 21" NB, 6° 27' 32" OL |                                |
| 3198 | Monument op de Joodse begraafplaats       | vervolgden Nederland | Henk Hamhuis                                                | 4 mei 1995     | gedenkmuur         | Mulopad, 7772                | Hardenberg   | 52° 34' 33" NB, 6° 37' 39" OL |                                |
| 3235 | Erehof Gramsbergen                        | geallieerde militairen |                                                             |                | begraafplaats/graf | De Anerdijk, 7783 CN         | Gramsbergen  | 52° 36' 39" NB, 6° 39' 44" OL | Meer afbeeldingen              |
| 3236 | Erehof Hardenberg (Lutten)                | geallieerde militairen |                                                             |                | begraafplaats/graf | Gouden Regenstraat, 7775 AX  | Lutten       | 52° 36' 40" NB, 6° 34' 30" OL | Meer afbeeldingen              |
| 3266 | Oorlogsmonument                           | algemeen | Titus Leeser (1903-1996)                                    |                | beeld/sculptuur    | Oudeweg/Nieuweweg, 7692 AG   | Mariënberg   |                               |                                |
| 3293 | Herdenkingsmonument                       | verzet Nederland | H.J. van Dijk (ontwerp en uitvoering)                       | 6 april 1946   | gedenksteen        | Anerweg Noord 42, 7775 AT    | Lutten       | 52° 36' 39" NB, 6° 34' 21" OL |                                |
| 3400 | Joods monument Kamp Balderhaar            | vervolgden Nederland | Friesland College                                           | 2005           | beeld/sculptuur    | Verlengde Broekdijk          | Balderhaar   | 52° 31' 0" NB, 6° 41' 40" OL  | Joods monument Kamp Balderhaar |
| 3403 | Joods monument                            | vervolgden Nederland | Friesland College                                           | 2005           | overig             | Groenedijk, 7694 BD          | Kloosterhaar | 52° 29' 34" NB, 6° 40' 30" OL |                                |
| 3477 | Verlies, verdriet, verzet en vrijheid     | algemeen, vervolgden Nederland, geallieerde militairen, verzet Nederland, burgerslachtoffers, militairen in dienst van het Ned. Kon. 1940-1945, burgers voormalig Nederlands-Indië | Kees Verkade                                                | 22 april 2010  | plaquette          | Europaweg, 7772 BD           | Hardenberg   |                               |                                |
| 3527 | Oorlogsmonument                           | geallieerde militairen |                                                             | 4 mei 1995     | gedenksteen        | Schuineslootweg 104, 7777 RD | Schuinesloot | 52° 38' 50" NB, 6° 33' 24" OL | Oorlogsmonument                |
| 3728 | Indiëmonument                             | militairen in dienst van het Ned. Kon. na 1945 | Kees Huigen                                                 | 1 mei 1998     | beeld/sculptuur    | Indiëplatsoen, 7772 VA       | Hardenberg   | 52° 34' 41" NB, 6° 37' 0" OL  |                                |
|      | Stolpersteine                             | vervolgden Nederland | Gunter Demnig                                               |                | reliëf             |                              | Hardenberg   |                               |                                |

Almelo ·
Borne ·
Dalfsen ·
Deventer ·
Dinkelland ·
Enschede ·
Haaksbergen ·
Hardenberg ·
Hellendoorn ·
Hengelo ·
Hof van Twente ·
Kampen ·
Losser ·
Oldenzaal ·
Olst-Wijhe ·
Ommen ·
Raalte ·
Rijssen-Holten ·
Staphorst ·
Steenwijkerland ·
Tubbergen ·
Twenterand ·
Wierden ·
Zwartewaterland ·
Zwolle